# Porothamnium gracile
Porothamnium gracile är en bladmossart som beskrevs av Brotherus 1920. Porothamnium gracile ingår i släktet Porothamnium och familjen Neckeraceae. Inga underarter finns listade i Catalogue of Life.